# A fukar lovag
A fukar lovag (Op.24) (oroszul: Скупой рыцарь, Szkupoj ricar) Szergej Rachmaninov egyfelvonásos operája, az opera szövegkönyvét Alekszandr Szergejevics Puskin 1836-ban írt a fukar lovag (Скупой рыцарь) drámája alapján maga a szerző írta. Az opera ősbemutatójára 1906.január 24-én (régi naptár szerint január 12-én) a Moszkvai Nagyszínházban került sor.
Öt férfi énekes szerepét tartalmazza, női szerepeket azonban nem. A zeneszerző lényegében úgy döntött, hogy Puskin szövegét eredeti formájában zenésíti meg, és Fjodor Ivanovics Saljapint gondolta a báró szerepére, azonban Saljapin művészi különbségek miatt visszavonult a produkciótól.

## Az opera keletkezése
A fukar lovagot Rachmaninov költekező apja ihlette, aki eltékozolta a család vagyonát, és nővére diftéria miatti halála után elvált Szergej anyjától. Rachmaninov apjának anyagi alkalmatlansága vonzhatta a zeneszerzőt Puskin „kis tragédiájához”, A fukar lovaghoz, amelyet Puskin 1830 őszén írt, és amelyben a gazdag báró nyomorgó fia kénytelen megfontolni apja meggyilkolását, hogy hozzájusson az örökségéhez. Puskin drámája kiváló operaszöveg, tele frappáns kifejezésekkel és képekkel, és epizód- és ötletsorában szinte ideális zenei környezethez.[forrás?]

## Szereplők
| Szerep                               | Hangnem |
| ------------------------------------ | ------- |
| Báró (azaz az opera címének lovagja) | bariton |
| Albert (Albyer), a fia               | tenor   |
| Iván, szolga (sluga)                 | basszus |
| Pénzkölcsönző (Rosztovskik)          | tenor   |
| Herceg (Gyertsog)                    | bariton |

## Az opera cselekménye
Helyszín: Anglia
Idő: A Középkorban
Első jelenet: A toronyban
Albert egy fiatal lovag, aki a lovaglásnak és az udvari örömöknek szenteli magát, de ennek következtében mára mélyen eladósodott. Apja, egy nagyon gazdag, de ugyanilyen takarékos báró, nem hajlandó támogatni fia életmódját. Albert manőverező képessége a társadalomban már korlátozott, és a családján kívülről próbál kölcsönt szerezni. Egy pénzkölcsönző megtagadja Alberttől a kölcsönt, de e helyett mérget kínál Albertnek, hogy engedje meg, hogy Albert megölje apját. Albert megrémül egy ilyen javaslattól. Ekkor elhatározza, hogy elmegy a herceghez, hogy fellebbezést nyújtson be.
Második jelenet: A Pincében
A báró leereszkedik a pincéibe, most ujjongva, mert felhalmozott annyi aranyat, hogy megtöltse hatodik, utolsó tároló ládáját, és ujjong előttük. Azonban rájön, hogy ha hamarosan meghal, fia, Albert megszerezheti a vagyont, és elronthatja érzéki örömeit.
Harmadik jelenet: A Palotában
Albert a herceghez fordult, hogy segítsen pénzt szerezni apjától. Albert elbújik, miközben a herceg összehívja a bárót. A herceg kéri a bárót, hogy támogassa fiát, de a báró azzal vádolja Albertet, hogy el akarja lopni tőle. Albert ekkor dühösen felfedi jelenlétét, és hazugsággal vádolja saját apját. A báró párbajra hívja Albertet, és Albert elfogadja. A herceg megdorgálja az apát, a fiút pedig száműzi udvarából. E konfrontáció hatására azonban a báró végzetesen összeomlik. Ahogy a báró meghal, az utolsó kérése nem a fia, hanem az aranyládájának kulcsa.